# Alfred Frank de Prades
Pour les articles homonymes, voir Prades.
Alfred Frank de Prades, né Anacharsis François Prestreau à Lunel (Hérault) le 24 mars 1825 et mort à Londres le 7 juillet 1885, est un peintre et  graveur français, actif en Grande-Bretagne.
Bien connu au Royaume-Uni de son vivant pour ses tableaux équestres et ses sujets militaires au style proche de celui de George Stubbs (1724-1806), ses toiles appréciées de la noblesse sportive anglaise du XIXe siècle firent son succès d'environ 1850 jusqu'à sa mort en 1885.

## Biographie
Anacharsis François Prestreau est né dans la commune de Lunel (Hérault, France), fils d'un négociant-commis huguenot, Émile-Jacob-Pierre-Marie-Simon-Alexandre Prades-Prestreau (Gênes, 1794 - Saint-Hélier, après 1879) et son épouse, Pascale-Victoire Garnier (Lunel, 1806 - Meulan-en-Yvelines, 1875). Les informations sur sa vie jusqu'à l'âge de 26 sont clairsemées, mais il est certain qu'il se trouvait en Angleterre dès l'âge de 16 ans, après que son père eut abandonné sa mère à Paris puis se fut établi à Londres avec ses deux fils aînés, Anacharsis François et Émile Henri (Paris, 1828 - Londres, 1875). C'est aussi à ce moment-là qu'Émile Prestreau change leur nom de famille de « Prestreau » pour « Prestreau de Prades »,.

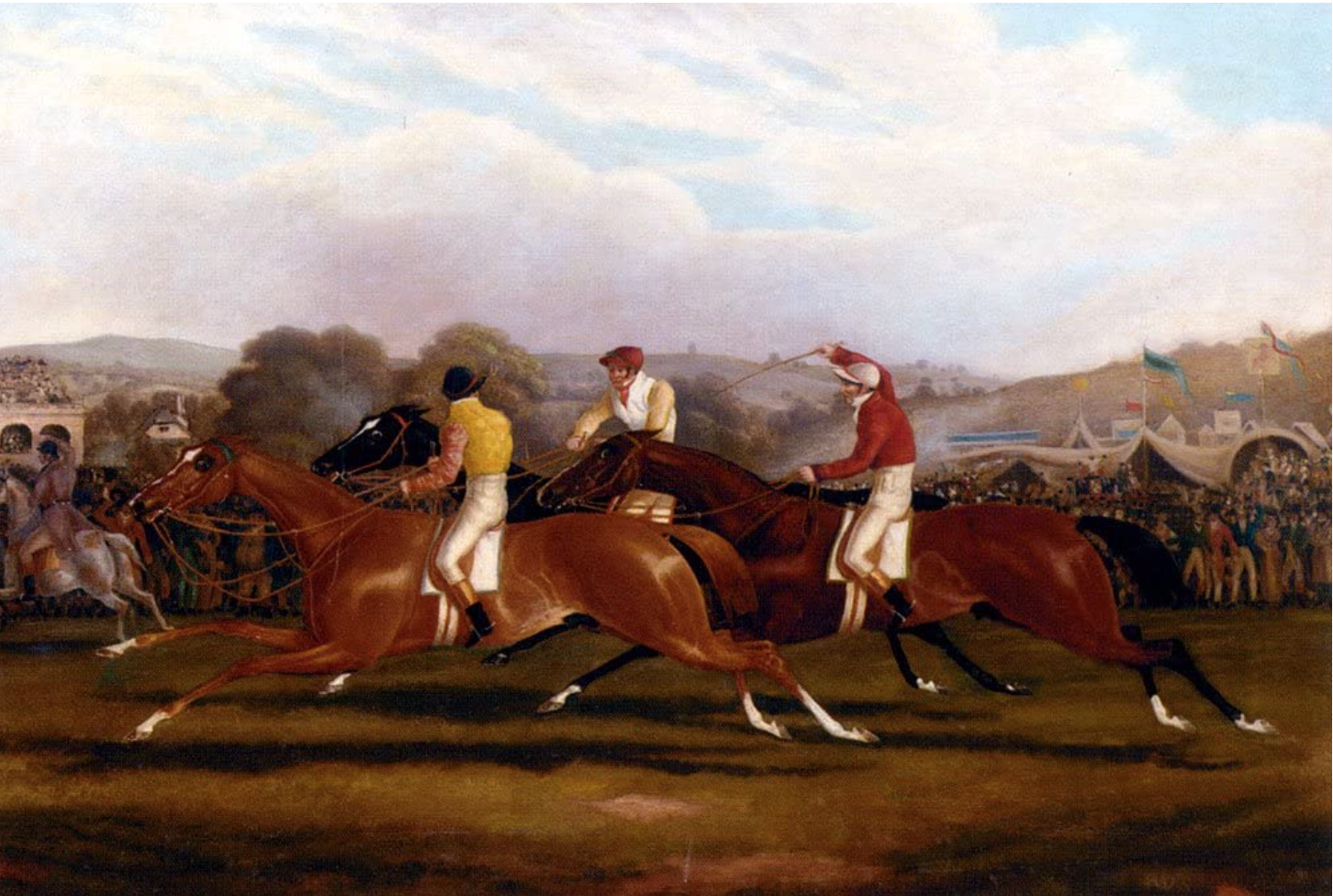
Down the Stretch (1838), localisation inconnue.

Le lieu où Prades fait on apprentissage et le type formation artistique qu'il suit restent inconnus, mais il peint des sujets équestres dès l'âge de 13 ans d'une main assez sûre. Sa toile Down the Stretch (Dans la ligne droite, localisation inconnue), bien qu'un peu naïve d'exécution, montre son intérêt à la course de chevaux et sa connaissance innée de l'anatomie équestre.
Alfred Frank de Prades, participant régulier aux expositions de la British Institution, fait partie de ce groupe d'artistes des années 1850 qui résiste au formalisme de la Royal Academy of Arts anglaise. En revanche, Prades a été admis à au moins trois reprises aux expositions de la Royal Academy, où il a commencé un tableau monumental en 1857, On the Heights near Boulogne, 8th September 1854: Present: HM the Emperor Louis-Napoléon; HRH Prince Albert, KG; the Duke of Newcastle, Marshal Vaillant, General Lord Seaton, General Weatherall, Colonel Fleury, Colonel Daniell, the Baron de Bourgoing, Marquis de Soulongeon, General Gray, Colonel Biddulph, etc. (Sur les hauts près de Boulogne, le 8 septembre 1854, etc.), lequel tableau est reproduit en gravure dans l’Illustrated London News l'année précédente. Il expose plusieurs autres œuvres à la Royal Academy de 1861 à 1879, ainsi qu'à la Royal Society of British Artists et à la Walker Art Gallery de Liverpool, institutions conservant quelques-unes de ses œuvres. D'autres œuvres se trouvent, entre autres, au National Army Museum, au Bristol City Museum and Art Gallery, et dans la Royal Collection. Le roi Édouard VII d'Angleterre commande à Prades un portrait de son cheval de pur-sang Fairplay, gagnant de la Household Brigade Cup en 1882 à l'hippodrome de Sandown Park, portrait conservé dans la Royal Collection.
Célibataire et gentilhomme de style anglais, Alfred Frank de Prades vit en Angleterre aux alentours de Covent Garden/Fitzrovia à Londres, tandis qu'il voyage souvent, ses peintures étant pour la plupart réalisées pour la noblesse anglaise dans leurs domaines ou par des militaires de rang désirant se voir peint dans leur gloire sur le champ d'honneur.
Il meurt le 7 juillet 1885 devant chez lui au 8, Southampton Street à Londres, après une chute mortelle d'un fiacre. Il est inhumé à Londres avec son frère cadet, Émile-Henri et sa belle-sœur, Annie Boles de Prades au cimetière de Kensal Green.

## Contexte politique et artistique
Des zones d'ombre obscurcissent depuis longtemps la vie de cet artiste faute de documentation. Pourtant, l'histoire politique et révolutionnaire de sa famille peut éclaircir la raison de la modification de son nom, et le fait que le milieu de l'art manque d'informations sur cet artiste franco-anglais prolifique et reconnu.
Dans les années 1780, deux frères aventuriers d'Occitanie nommés Pierre et Jean-Jacques Prades-Prestreau, originaires de Lunel (Hérault, Languedoc-Roussillon) élaboraient une entreprise maritime internationale reliant la France, la Ligurie et le royaume des Deux-Siciles représentant neuf manufacturiers français de divers ports parsemés dans la mer Méditerranée. À la Révolution française, Pierre épousa la politique jacobine qui lui causa bien des ennuis à Naples. Marié en 1791 à Claire Piccinni, la fille du célèbre compositeur d'opera buffa, Niccolò Piccinni, Prades-Prestreau, causa aussi au compositeur bien des ennuis. Piccinni qui était subventionné par la sœur de Marie-Antoinette, Marie-Caroline d'Autriche, reine de Naples, a été emprisonné pendant quatre ans à cause des activités insurrectionnelles de Pierre Prades-Prestreau et d'autres Jacobins français qui fomentaient des émeutes dans les Deux-Siciles.
Plus tard, Pierre Prades-Prestreau agissait en tant que 5e colonne et garde avancée pour la pénétration de Napoléon Bonaparte à Gênes et à Naples, et prenait la fonction d'inspecteur de fourrage de l'Armée française en Italie en 1800.
Le fils de Pierre, le rentier et magnat Émile Pierre Prestreau sera lui aussi politiquement un progressiste, et même un partisan des socialistes et démocrates en France contre la monarchie restaurée de Louis-Philippe. En 1838, il disparaît de sa résidence à Paris avec ses deux fils aînés ; au même moment, le futur Napoléon III se réfugiait dans la capitale anglaise. Vivant à Southwark et côtoyant ses cousins musiciens Piccinni dès lors établis à Londres, Émile modifia son nom de famille de Prestreau en « Prades », le surnom ancestral de son père, tandis que plus tard son fils peintre, Anacharsis François anglicisait ses prénoms en « Alfred Frank » pour mieux être accepté par la bourgeoisie de Fitzrovia et par la noblesse anglaise avec qui il vécut sa vie durant.
Alfred Frank de Prades est lui aussi impliqué dans des émeutes politiques, une fois pendant les élections à Nottingham (Angleterre) au mois d'avril 1865 lorsqu'il rendait visite à sir Robert Clifton à Clifton Hall, où il était invité pour une grande house party et pour peindre Lady Clifton à cheval. Lors de son séjour, sir Robert, qui à l'époque se présentait aux élections parlementaires, est accusé de provoquer d'importantes et violentes émeutes pour se venger de ses adversaires politiques. Au cours des audiences judiciaires en avril 1866, Prades est entendu quant à sa participation dans le débâcle. Lors d'une séance où il est accusé lui-même d'avoir participé aux assauts, il se défend en arguant de sa ressemblance avec sir Robert, ce qui aurait pu confondre la foule et les témoins. À la fin de l'affaire, les accusations contre sir Robert et Prades sont levées.

Œuvres d'Alfred Frank de Prades
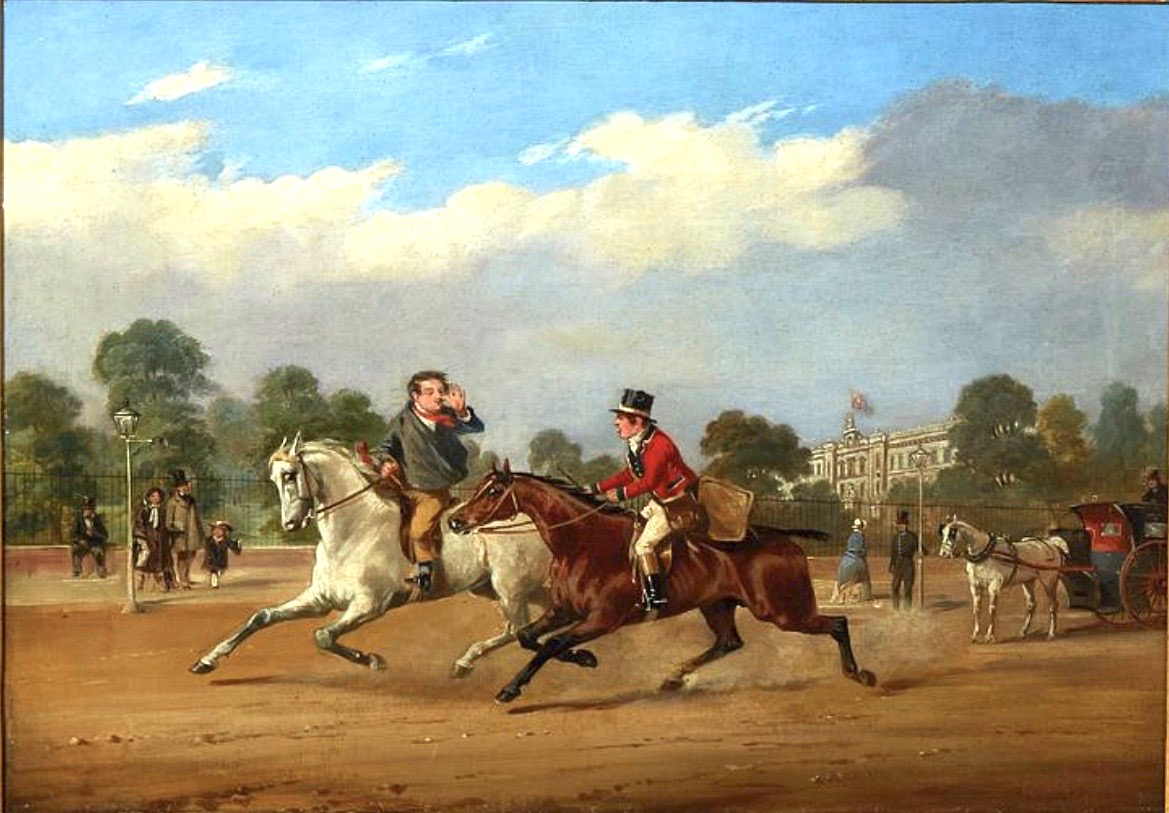
Contempt for the Post Boy (1851) (Le Mépris du postier), Caroline du Sud (États-Unis), collection particulière[16].
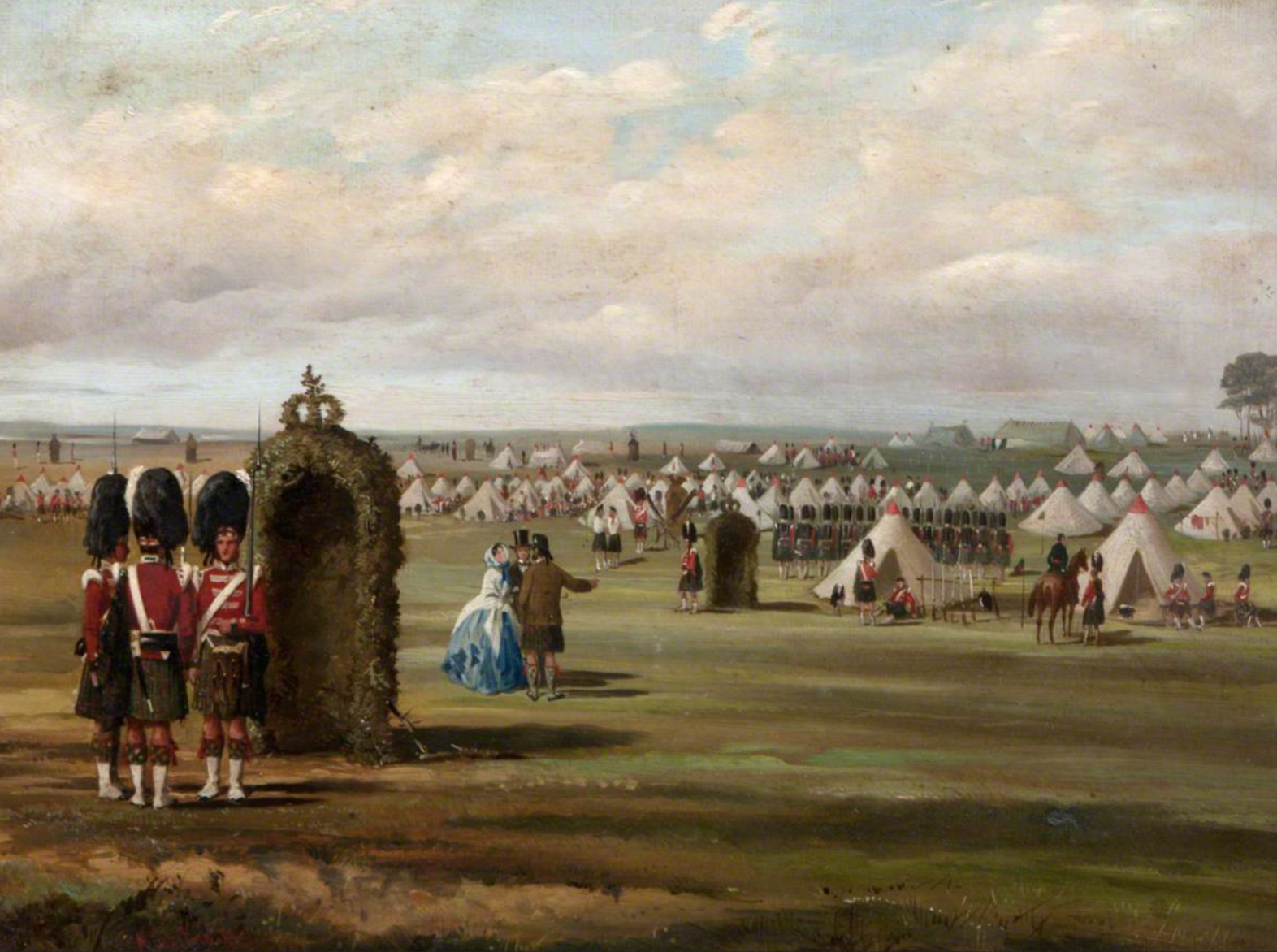
Le 79e régiment à pied écossais posté au camp de Chobham (1853), Ardersier, Highlanders Museum[17].
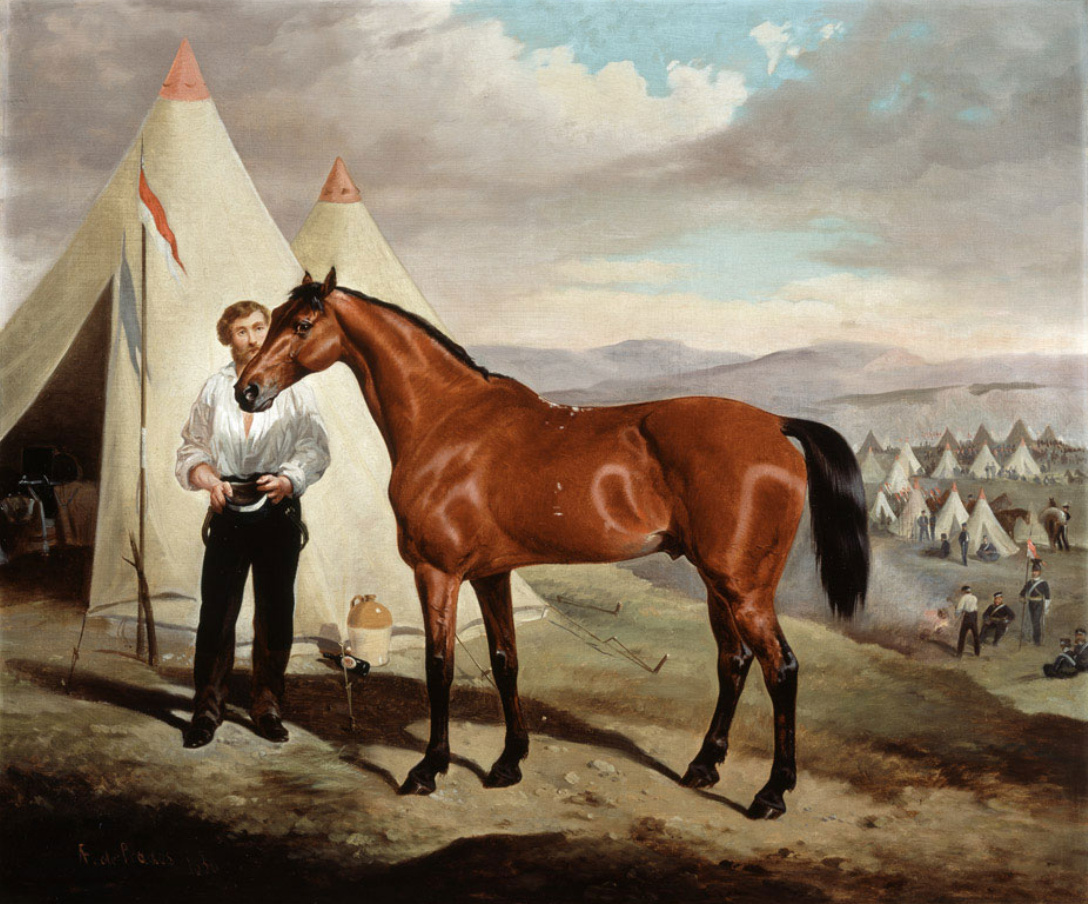
Sir Briggs (après 1854), Londres, National Army Museum[18].
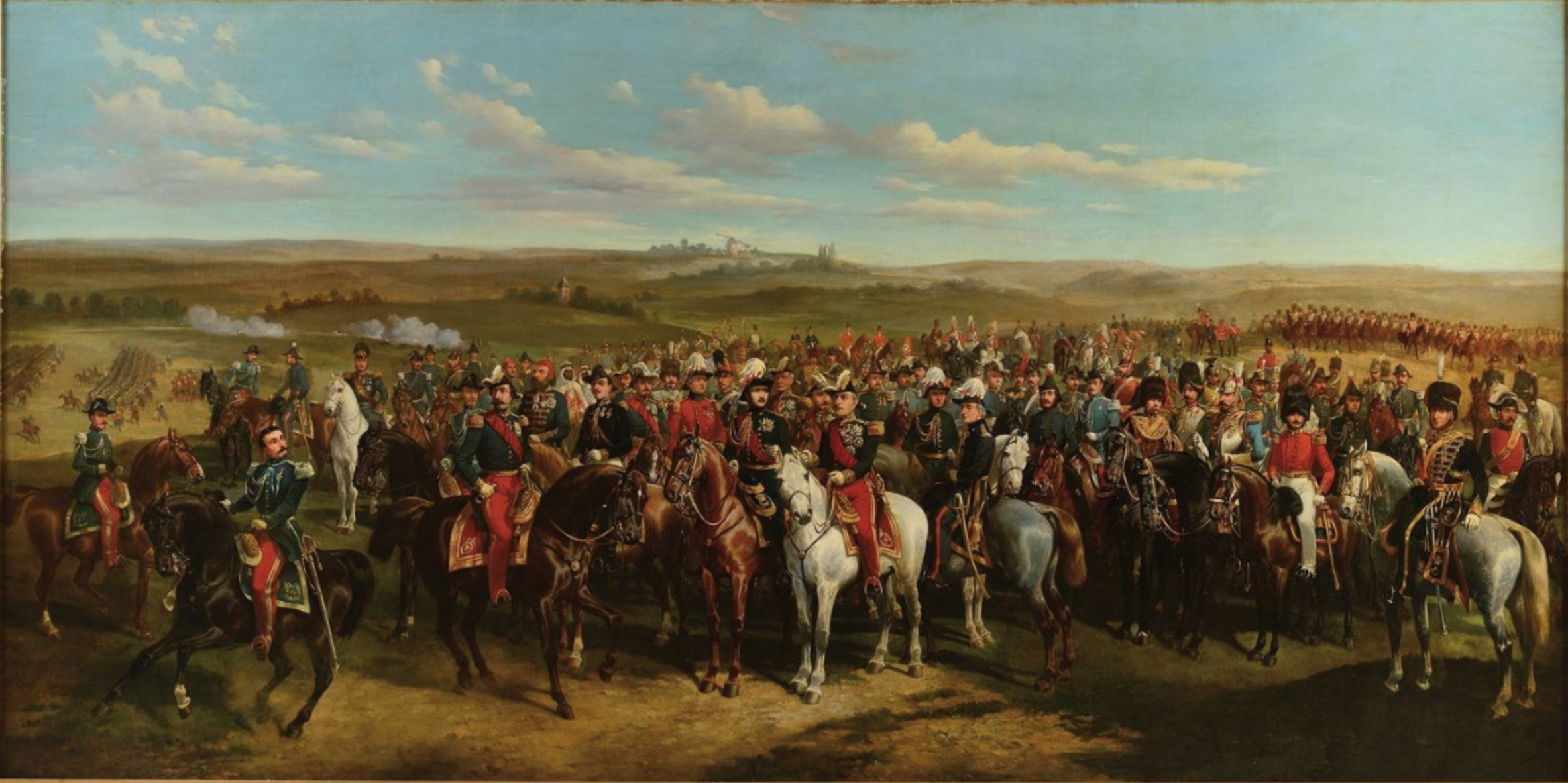
Rencontre du prince Albert d'Angleterre et de l'empereur Napoléon III sur les hauts de Boulogne (1856), localisation inconnue[19].
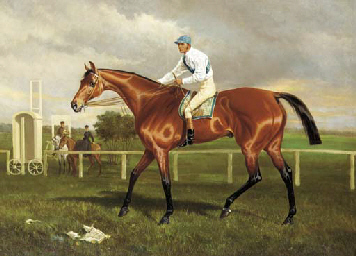
Robert the Devil (vers 1881), localisation inconnue[20].